# Тетратиоантимонат натрия
Тетратиоантимонат натрия — неорганическое соединение,
комплексная соль натрия и сурьмы с формулой Na3SbS4,
кристаллы,
растворяется в воде,
образует кристаллогидраты — жёлтые кристаллы.

## Получение
- Растворение сульфида сурьмы(III) и серы в горячем растворе едкого натра:

{\displaystyle {\mathsf {Sb_{2}S_{3}+8NaOH+6S\ {\xrightarrow {100^{o}C}}\ 2Na_{3}SbS_{4}+Na_{2}SO_{4}+4H_{2}O}}}

## Физические свойства
Тетратиоантимонат натрия образует кристаллы.
Растворяется в воде,
не растворяется в этаноле.
Образует кристаллогидраты состава Na3SbS4•n H2O, где n = 3, 6 и 9, которые при 145-180°С полностью теряют воду.
Кристаллогидрат состава Na3SbS4•9H2O плавится в собственной кристаллизационной воде при 87°С и называется «Соль Шлиппе» — жёлтые кристаллы
кубической сингонии,
пространственная группа P 213,
параметры ячейки a = 1,1957 нм, Z = 4
.

## Химические свойства
- Разлагается кислотами:

{\displaystyle {\mathsf {2Na_{3}SbS_{4}+6HCl\ {\xrightarrow {0^{o}C}}\ Sb_{2}S_{5}\downarrow +6NaCl+3H_{2}S\uparrow }}}
- На воздухе медленно реагирует с углекислым газом:

{\displaystyle {\mathsf {2Na_{3}SbS_{4}+3CO_{2}+3H_{2}O\ {\xrightarrow {}}\ Sb_{2}S_{5}\downarrow +3Na_{2}CO_{3}+3H_{2}S\uparrow }}}

## Применение
- Для получения сульфида сурьмы(V).
- В производстве цинка для очистки электролита от кобальта и никеля.